# Histoire de la Grèce pendant la Seconde Guerre mondiale

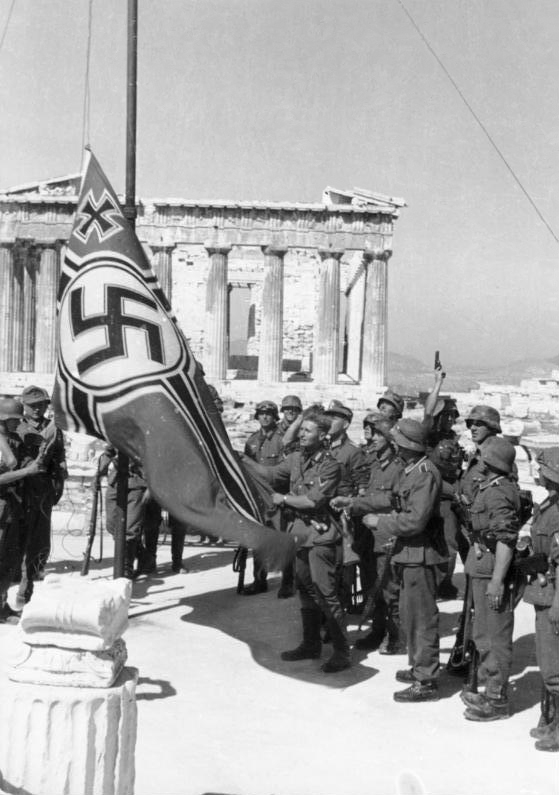
Des soldats allemands hissant le drapeau nazi sur l'Acropole d'Athènes (1941).

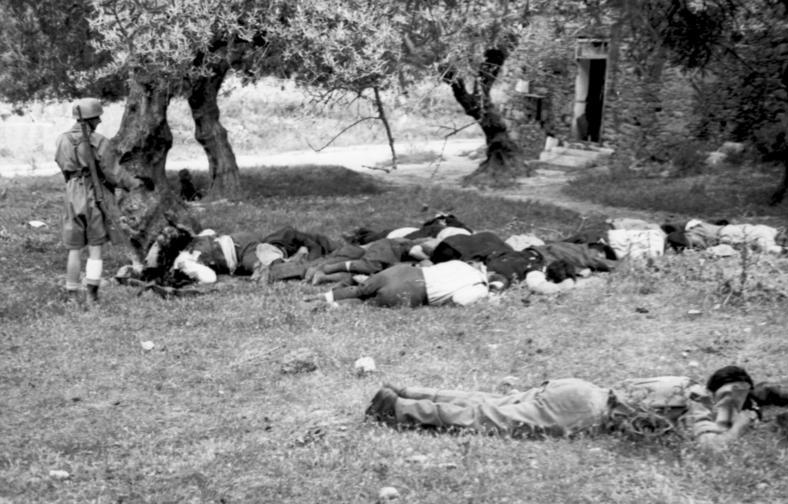
Civils grecs massacrés par des parachutistes allemands à Kondomari, en Crète, le 2 juin 1941.

La Grèce a participé à la Seconde Guerre mondiale du 28 octobre 1940 au 9 mai 1945, du côté allié et sur différents champs de bataille y compris hors de Grèce ; son territoire continental était intégralement libéré fin-novembre 1944 mais des escarmouches avec les garnisons allemandes isolées et assiégées dans certaines îles dont la Crète, se sont produites jusqu'après la capitulation allemande.
L'Italie fasciste attaque la Grèce le 28 octobre 1940 depuis sa colonie albanaise, déclenchant ainsi la guerre italo-grecque. Dans un premier temps, l'armée hellène parvient à stopper l'invasion ennemie et à repousser les forces italiennes au-delà de l'Épire du Nord, donnant ainsi aux Alliés l'une de leurs premières victoires face aux troupes de l'Axe. Cependant, les succès grecs et l'incapacité de l'armée de Mussolini à renverser la situation poussent l'Allemagne nazie à intervenir dans le conflit afin de restaurer le prestige de son principal allié. Les Allemands déclenchent l'invasion de la Yougoslavie et de la Grèce le 6 avril 1941 et s'emparent des deux pays en moins d'un mois, malgré l'envoi d'un corps expéditionnaire britannique en Grèce. La conquête de la Grèce prend fin en mai, lorsque la Crète tombe à son tour entre les mains des nazis, grâce à l'intervention des Fallschirmjäger (parachutistes), qui subissent cependant d'importantes pertes durant l'opération, conduisant ainsi les Allemands à abandonner les interventions aéroportées à grande échelle durant le reste de la guerre. Selon certains historiens, la dispersion des forces nazies à travers les Balkans et l'Égée oblige celles-ci à repousser d'un mois leur plan d'invasion de l'URSS, les soumettant ainsi au terrible hiver russe au moment de la Bataille de Moscou.
La Grèce elle-même est occupée et divisée entre l'Allemagne, l'Italie et la Bulgarie, tandis que le roi Georges II et son gouvernement fuient en exil en Égypte puis au Royaume-Uni. À Athènes, un gouvernement fantoche collaborateur se met en place, ce qui n'empêche pas les premières tentatives de résistance armée d'éclater dès l'été 1941. Il faut cependant attendre 1942 pour qu'une véritable résistance se mette en place et 1943-1944 pour que celle-ci s'impose réellement sur la scène nationale, libérant elle-même différentes régions du pays. Cependant, des tensions très fortes divisent rapidement les différentes factions composant la résistance et des violences éclatent à la fin 1944. De son côté, le gouvernement grec en exil poursuit sa propre lutte contre l'Axe aux côtés des Alliés au Proche-Orient, en Afrique du Nord et en Italie. Grâce à son armée et à sa flotte, la Grèce joue ainsi un rôle non négligeable dans la libération des territoires occupés par l'Axe.
La Grèce continentale est libérée en octobre 1944 mais des garnisons allemandes continuent à occuper les îles de l'Égée jusqu'à la fin de la guerre. Le pays est dévasté par le conflit et l'occupation, et son économie et ses infrastructures sont en ruine. Le pays compte plus de 400 000 victimes et ses communautés juives sont presque entièrement exterminées lors de la Shoah. Une fois la paix rétablie, les factions communistes et républicaines empêchent la restauration de Georges II et les tensions montent avec les monarchistes. En 1946, le souverain parvient finalement à remonter sur le trône, déclenchant ainsi une violente guerre civile qui dure jusqu'en 1949.

## Contexte: la Grèce en 1940

### Une dictature fascisante

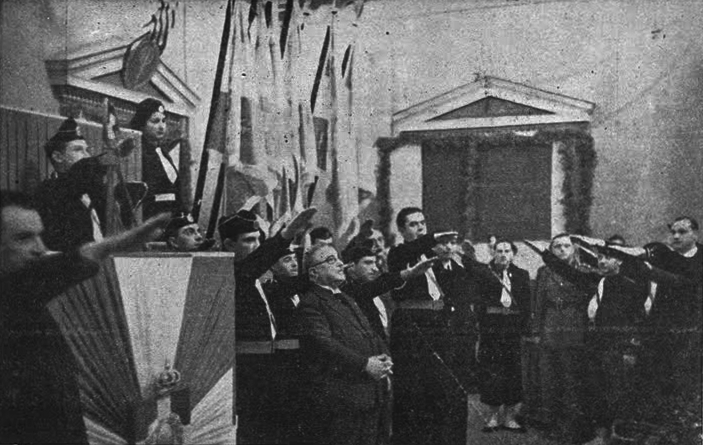
Le dictateur Ioannis Metaxas au milieu de membres de l’Ethniki Organosi Neolaias (1938).

Depuis 1936, le royaume de Grèce vit sous la dictature du général Ioannis Metaxas et le roi Georges II n'a plus qu'un rôle limité dans la vie politique du pays. Même si Metaxas a repris certains symboles venus de l'Italie fasciste ou de l'Allemagne nazie, le régime qu'il a mis en place n'est pas à proprement parler fasciste mais plutôt autoritaire. Ainsi, la Grèce ne connaît aucun parti unique, aucune politique expansionniste ni aucune persécution antisémite.
Malgré tout, les opposants, et particulièrement les communistes, sont pourchassés et les libertés fondamentales ne sont pas garanties. La censure est virulente et touche tous les secteurs, y compris le monde de la musique (et notamment les chansons populaires rebetika). Enfin, la jeunesse est embrigadée dans l’Ethniki Organosi Neolaias et une intense propagande nationaliste est imposée à la population.

### Un pays isolé face à des voisins agressifs
Après la mise en place de l'Entente balkanique en 1934, les relations de la Grèce et de la Turquie se normalisent et les liens d'Athènes avec la Roumanie et la Yougoslavie sortent renforcés. Cependant, la Grèce garde des relations tendues avec le royaume de Bulgarie, qui n'a jamais accepté la perte de la Thrace occidentale et de la Macédoine après les Guerres balkaniques et la Première Guerre mondiale. C'est la raison pour laquelle Ioannis Metaxas fait construire, dès 1936, une ligne de fortifications sur la frontière gréco-bulgare afin de protéger le pays de son principal ennemi.
Les années passant, l'Entente balkanique s'effrite et la Bulgarie se rapproche de la Yougoslavie (1937). Pourtant, il devient clair que le principal danger d'agression, pour la Grèce, ne se situe pas du côté de Sofia. En 1939, l'Italie fasciste, qui possède déjà l'archipel du Dodécanèse depuis 1912, envahit l'Albanie dont elle fait une sorte de colonie. Dorénavant, Athènes et Rome ont une frontière terrestre commune et la Grèce, qui n'a pas oublié l'« incident de Corfou » de 1923, craint les appétits territoriaux de l'Italie.
Face à cette nouvelle situation, Ioannis Metaxas souhaite se rapprocher de Berlin mais le roi Georges II préfère quant à lui cultiver l'alliance britannique. Le souverain effectue ainsi plusieurs voyages diplomatiques au Royaume-Uni afin d'obtenir des armes pour son pays. Malgré tout, lorsque la Seconde Guerre mondiale éclate en 1939, le royaume de Grèce proclame sa neutralité et, même après le torpillage du croiseur Elli par un sous-marin italien le 15 août 1940, le gouvernement de Metaxas refuse de déclarer la guerre à Rome.

## L'entrée dans la Seconde Guerre mondiale

### La guerre italo-grecque

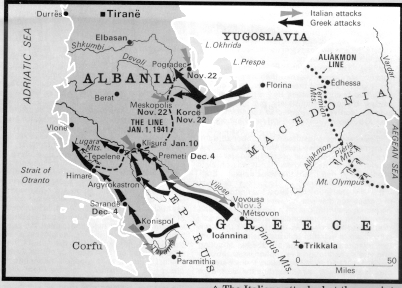
L'Épire et l'Albanie, théâtres des opérations de la guerre italo-grecque.

Le soir du 27 octobre 1940, l'ambassadeur italien à Athènes, Emanuele Grazzi, remet un ultimatum de Mussolini au gouvernement grec. L'Italie a concentré son armée à la frontière albanaise et le Duce demande le libre passage de ses troupes afin d'occuper des points stratégiques (non spécifiés) sur le sol hellène. Metaxas rejette l'ultimatum le 28 octobre, faisant écho à la volonté du peuple grec de résister à l'envahisseur. Quelques heures plus tard, l'Italie attaque la Grèce.
Après quelques victoires initiales, les forces italiennes sont arrêtées par l'armée grecque lors de la bataille d'Elaia-Kalamas (en) et de la bataille du Pinde (en), qui se déroulent en Épire en novembre. Le refus de la Bulgarie d'attaquer la Grèce comme l'aurait souhaité l'Italie permet au haut-commandement hellène de transférer au nord-ouest ses divisions de Macédoine. La contre-offensive grecque, lancée le 14 novembre, se déroule ainsi dans les meilleures conditions pour Athènes et l'armée hellène ne tarde pas à franchir la frontière albanaise. Malgré un hiver très rude, un ravitaillement peu efficace et la supériorité aérienne de l'Italie, la Grèce s'empare alors de l'Épire du Nord et de tout le quart sud de l'Albanie. Malgré tout, l'offensive grecque s'essouffle avant d'avoir pu atteindre son objectif principal, le port de Vlora, dans le Canal d'Otrante.
La défaite des troupes italiennes oblige l'Allemagne nazie à réagir afin de sauver son principal partenaire européen au sein de l'Axe. Mais le Duce, désirant restaurer le prestige de son pays sans l'assistance de son puissant allié, lance une contre-attaque sur le secteur-clé de Këlcyrë le 9 mars 1941 (voir Bataille de Klissura (en)). Malgré des bombardements d'artillerie massifs et la mobilisation de nombreuses divisions italiennes sur un front étroit, l'offensive est un échec. Après deux semaines de combats et en dépit de la supervision personnelle de Mussolini, Rome doit renoncer à rejeter, seule, les Grecs hors de sa colonie.

### La bataille de Grèce et l'invasion allemande

Carte montrant l'invasion allemande de la Grèce.

L'Italie se révélant incapable d'envahir la Grèce, l'Allemagne attaque à son tour le royaume hellène le 6 avril 1941 : c'est le début de l'« Opération Marita » (ou « Bataille de Grèce »), qui coïncide avec l'« Opération châtiment » lancée au même moment contre la Yougoslavie.
L'attaque initiale est dirigée contre la Ligne Metaxas, un réseau de 19 forts situés entre la Macédoine orientale et la Thrace occidentale. Menée depuis la Bulgarie, elle est soutenue par une puissante artillerie et des bombardiers. Dans les forts, la résistance grecque est à la fois déterminée et courageuse, mais elle se révèle toutefois rapidement impuissante. L'anéantissement rapide des forces yougoslaves permet en effet à la IIe Division Panzer de contourner les défenses grecques et de capturer la ville portuaire de Thessalonique le 9 avril. Dans ces conditions, les troupes grecques présentes dans les forts sont coupées du reste de l'armée et autorisées à se rendre par le haut-commandement hellène, ce qu'elles font le lendemain. Le 10 avril, les forces allemandes franchissent la frontière gréco-yougoslave près de Florina, en Macédoine occidentale. Les Allemands brisent alors les défenses des divisions grecque et alliées présentes dans la région de Kleidonia (en) les 11 et 12 avril. Elles se dirigent ensuite vers le sud et le sud-ouest du royaume.
Tandis que la IIe Division Panzer poursuit les troupes britanniques jusqu'au sud, les forces allemandes déjà présentes dans le sud-ouest menacent l'arrière de la majeure partie de l'armée grecque (14 divisions), qui fait toujours face aux Italiens sur le front albanais. Les Grecs entament trop tard leur retraite : le 12 avril pour le flanc nord-est et le 17 avril pour le flanc sud-ouest. La poussée allemande vers Kastoria à partir du 15 avril rend la situation des Grecs critique dans la mesure où elle menace de couper l'armée hellène dans sa retraite. Malgré l’insistance du haut-commandement grec qui demande à ses forces de poursuivre les combats afin de couvrir la retraite britannique, les généraux hellènes commencent dès lors à envisager la possibilité d'une capitulation (devant les forces allemandes exclusivement).
Plusieurs hauts gradés, sous le commandement du Lieutenant-général Georgios Tsolakoglou, se mutinent donc le 20 avril et prennent unilatéralement la décision de signer un protocole de reddition avec le commandement du "Leibstandarte SS Adolf Hitler", près de Metsovo, le même jour. Un deuxième protocole est toutefois signé le lendemain à Ioannina, avec des officiels italiens cette fois, et un dernier traité unissant les trois belligérants est adopté le 23 avril, à Thessalonique. Le même jour, à Athènes, le Lieutenant-général Aléxandros Papágos démissionne de ses fonctions de Commandant suprême de l'Armée tandis que le roi Georges II et son gouvernement embarquent pour la Crète.
À peu près au même moment, les forces du Commonwealth effectuent un dernier acte de résistance avec la Bataille des Thermopyles (1941), avant d'organiser leur retraite depuis les ports du Péloponnèse et de gagner la Crète et l'Égypte. En quelques jours, les troupes allemandes s'emparent des ponts qui traversent le canal de Corinthe et entrent dans Athènes le 27 avril. Le 30 avril, l'occupation de la Grèce continentale est terminée avec la prise de Kalamata et seules quelques îles Égéennes, dont la Crète, sont encore libres.

### La bataille de Crète

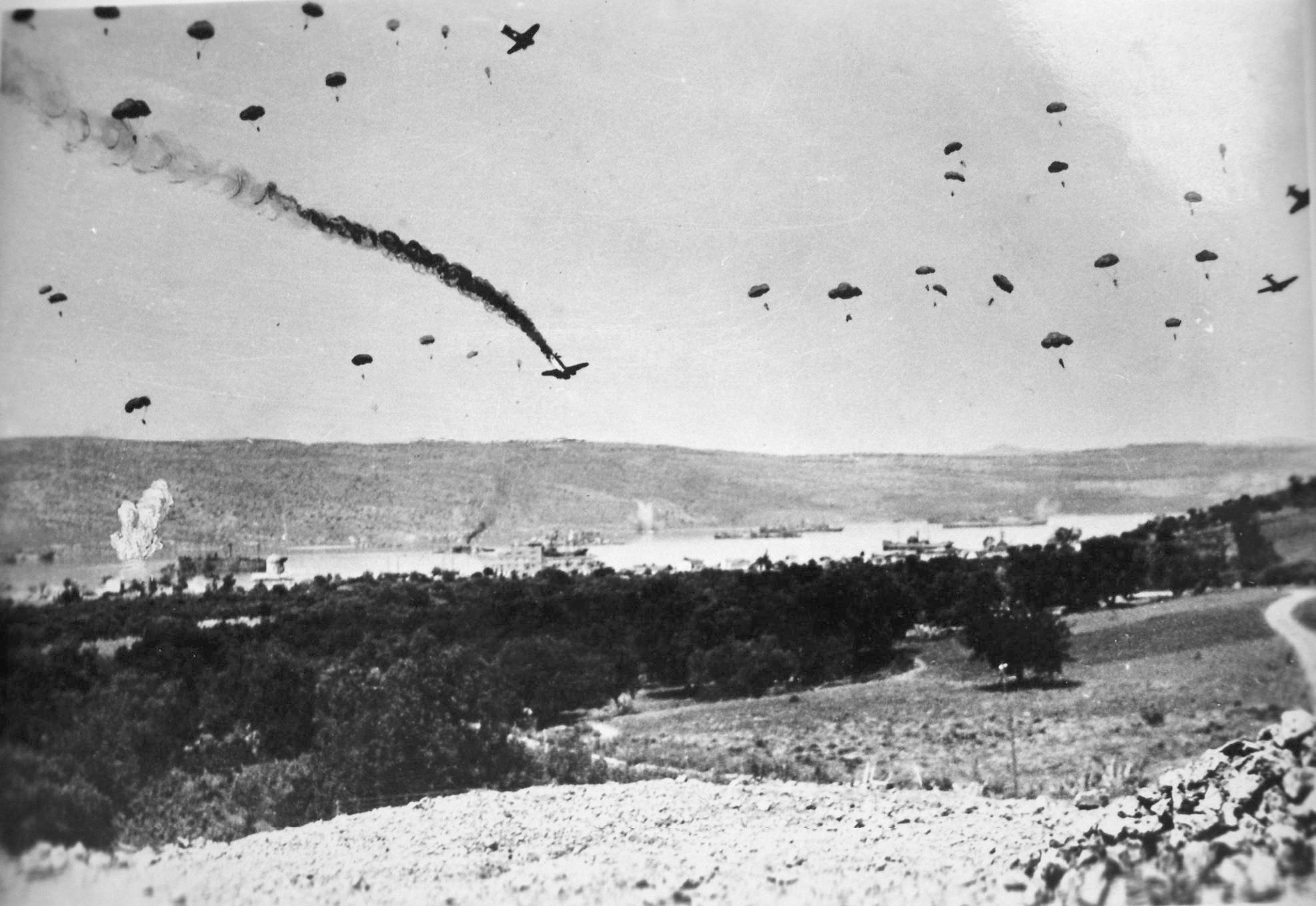
Parachutistes allemands atterrissant en Crète, en mai 1941.

Début mai 1941, le dernier territoire grec encore libre est la Crète, une île dont la situation géographique revêt un caractère éminemment stratégique pour l'Axe comme pour les Alliés. Protégée par d'importants contingents originaires de Grèce et du Commonwealth, la Crète subit pourtant l'attaque des forces allemandes avec l'« Opération Merkur », la plus grande opération aéroportée à ce jour.
L'offensive débute le 20 mai 1941. Les Allemands attaquent alors, à l'aide de planeurs et de parachutistes (les fameux Fallschirmjäger), les trois principaux aérodromes de l'île, situés au nord des villes de Máleme, de Réthymnon et d'Héraklion. Mais l'envahisseur est confronté à la résistance obstinée des troupes grecques, britanniques, australiennes et néo-zélandaises ainsi que de la population locale. À la fin du premier jour de bataille, aucun des objectifs des nazis n'a été atteint et les troupes allemandes ont perdu 4 000 hommes.
Les jours suivants, cependant, l'aéroport de Máleme tombe aux mains des assaillants, du fait de l'incapacité des commandants alliés à communiquer. Une fois l'aérodrome sécurisé, les Allemands y envoient des milliers de soldats en renfort et submergent la partie occidentale de l'île. Dans le même temps, les Britanniques subissent des pertes navales importantes du fait des attaques aériennes allemandes continuelles autour de la Crète. Après sept jours de combats, les commandants alliés réalisent qu'il y a tant de forces allemandes dans l'île qu'une victoire alliée est désormais impossible. Décision est donc prise d'évacuer la Crète, qui passe entièrement aux mains des Allemands le 1er juin 1941.
En dépit de la victoire de ses troupes en Crète, Adolf Hitler interdit que soient menées de nouvelles opérations aéroportées après qu'il a pris connaissance du nombre des victimes dans la 1re division parachutiste. Pour le Führer comme pour le général allemand Kurt Student, la Bataille de Crète s'est révélée une « victoire désastreuse » et l'île, « le tombeau des parachutistes allemands ».

## L'occupation par les forces de l'Axe

### Les forces d'occupation
Une fois la Grèce conquise, elle est divisée en trois zones d'occupation : l'une allemande, l'autre italienne et la dernière bulgare. Les nazis s'emparent d'Athènes, de la Macédoine centrale, de la Crète occidentale, de Milos, d'Amorgos et des îles du nord de l'Égée. La Bulgarie occupe la majeure partie de la Thrace occidentale et de la Macédoine grecque. Quant à l'Italie, elle administre le reste du pays, sans oser annexer les territoires qu'elle revendiquait bruyamment avant-guerre (îles Ioniennes, Cyclades, Sporades).

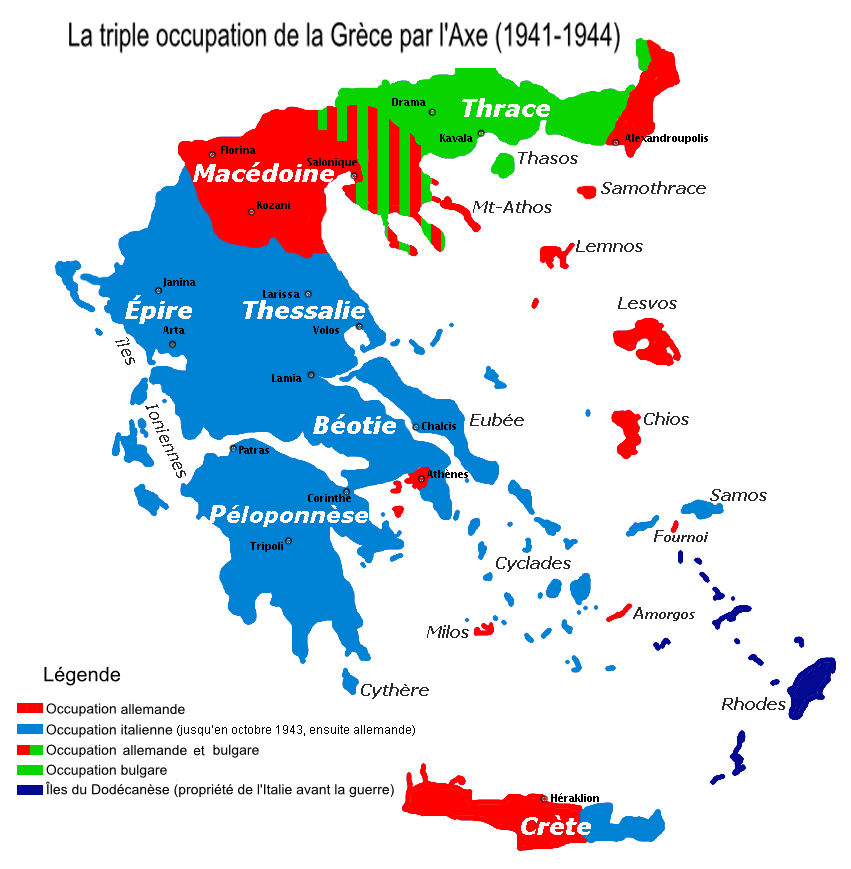
L'occupation tripartite de la Grèce par les troupes de l'Axe entre 1941 et 1944. On peut voir sur cette carte les régions occupées par l'Allemagne (en rouge, mais aussi en bleu après octobre 1943), par la Bulgarie (en vert) et par l'Italie jusqu'en octobre 1943 (en bleu).

Les forces italiennes d'occupation soit 11 divisions d'infanterie, groupées dans la 11e Armée, elle-même commandée par le général Carlo Geloso, ainsi qu'une division supplémentaire située dans la colonie du Dodécanèse, font preuve d'une certaine souplesse dans le contrôle de leurs portions du territoire grec. Dans ces régions, jusqu'à l'été 1942, la résistance hellène ne se manifeste guère, ce qui laisse croire à l'état-major italien que la situation du pays est désormais normalisée.
Dans un premier temps, les Allemands n'occupent quant à eux que certaines portions stratégiques du territoire grec et leurs forces sont peu nombreuses dans le pays. Les troupes présentes en Grèce appartiennent à la 12e Armée, dont le commandant est le feld-maréchal Wilhelm List, bientôt remplacé par le général Alexander Löhr. Pendant toute la durée de la guerre, les Allemands choisissent de diviser leur commandement militaire en deux zones distinctes (Athènes, d'une part, et Thessalonique et l'Égée d'autre part) mais toutes deux restent placées sous une direction unique, en la personne du général de la Luftwaffe Hellmuth Felmy. La Crète est transformée en véritable forteresse (la « Festung Kreta ») avec la 164e division d'infanterie et, après août, par la 22e division d'infanterie.
Enfin, les Bulgares occupent et annexent leur portion du territoire grec avec un seul corps d'Armée. Les hommes de Sofia s'engagent dans une politique de bulgarisation de ce territoire, mais se heurtent à une résistance active de la part de la population locale.
À partir de l'été 1942, la résistance grecque, qui jusque-là concentrait ses efforts contre l'occupant nazi, gagne en importance et se dresse aussi contre l'occupant italien. Le 25 novembre, la guérilla hellène, soutenue par le SOE britannique, parvient ainsi à détruire le pont sur le Gorgopotamos (c'est l'« Opération Harling (en) »). Après plusieurs succès de ce type contre les Italiens, les Grecs parviennent à libérer certaines régions montagneuses de l'intérieur, et même quelques villes importantes, à partir de la mi-1943. Après cette date, cependant, l'affaiblissement de l'Italie pousse les forces allemandes à remplacer les soldats italiens et à occuper l'essentiel de la Grèce. La 1re division Panzer et la 1re division de montagne sont ainsi transférées dans le pays afin d'anticiper un éventuel débarquement allié en Grèce et la reddition de l'Italie.
L'armée allemande, et spécialement les troupes de montagne, s'engagent alors dans une vaste opération de destruction de la guérilla hellène en Épire. Face à la brutalité nazie et aux massacres de civils (Massacre de Komméno, Distomo et Kalavryta), les menaces d'attaques de la guérilla se font moins nombreuses. Anticipant la chute du régime fasciste en Italie, le commandement allemand se réorganise dans les Balkans. Le Groupe d'armées E prend alors le contrôle de la Grèce, dirigeant à la fois la Wehrmacht et la 11e armée italienne.
La capitulation de l'Italie en septembre 1943 pousse la plupart des troupes italiennes à se rendre aux Allemands mais certaines unités italiennes, comme la division Pinerolo et le régiment de cavalerie Aosta, rejoignent la résistance grecque ou choisissent de résister seules aux Allemands. De violentes confrontations se produisent alors, aboutissant à des atrocités commises contre les prisonniers de guerre italiens, comme le massacre de la division Acqui à Céphalonie. Par ailleurs, les forces britanniques et grecques essaient de s'emparer du Dodécanèse italien mais leur tentative est un échec et les Allemands ne tardent pas à occuper également l'archipel (voir la Campagne du Dodécanèse).
De la fin 1943 jusqu'à la mi 1944, les nazis, secondés par les forces bulgares et les collaborateurs grecs, lancent de violentes opérations contre la résistance hellène, et surtout contre les communistes, organisés au sein de l'ELAS et retranchés dans le Pinde et en Macédoine occidentale. Dans le même temps, les raids des forces spéciales grecques et britanniques s'intensifient sur les îles de l'Égée. Finalement, avec l'avancée de l'Armée rouge à l'est et le retournement de la Roumanie et de la Bulgarie, les forces allemandes commencent à évacuer la Grèce continentale en octobre 1944. Seules quelques divisions manquent ce retrait et, isolées, continuent à occuper la Crète, le Dodécanèse et d'autres îles de l'Égée jusqu'à la fin de la guerre, en mai 1945.

### La collaboration

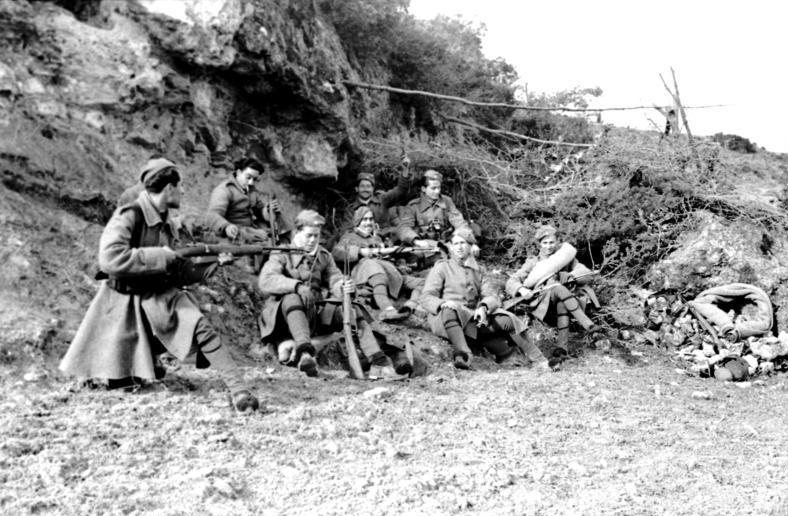
Miliciens grecs d'un bataillon de sécurité.

Comme dans d'autres pays occupés, l'Allemagne met en place en Grèce un gouvernement fantoche, d'abord dirigé par le général Georgios Tsolakoglou puis par Konstantinos Logothetopoulos et Ioannis Rallis. Cependant, ce régime collaborateur dispose d'une très faible marge de manœuvre et il se montre rapidement incapable de maintenir l'ordre dans un pays qui ne lui fait pas confiance. À partir de 1942, le gouvernement collaborateur se retrouve isolé face à une opinion publique hostile et devient la cible de la guérilla. Après 1943 et l'arrivée de Rallis à la tête du gouvernement, les Allemands autorisent donc l'« État grec » à former des « Bataillons de sécurité », autrement dit une milice chargée de lutter contre la résistance grecque.
Dans les régions peuplées par des minorités ethniques, les puissances occupantes tentent d'exploiter le ressentiment d'une partie des populations locales pour imposer leur domination.
En Épire, l'Italie soutient ainsi les revendications de la minorité tsamide (en) qui cherche à obtenir son rattachement à l'Albanie. Une intense collaboration entre les Tsamides et l'Axe (en) se met alors en marche, ce qui explique en partie l'expulsion de ceux-ci après la guerre... Plus à l'est, dans le Pinde et en Macédoine occidentale, Rome tente de créer pour les Valaques du Pinde une « principauté du Pinde et Voïvodie de la Macédoine » rejetée par cette communauté romanophone, sur laquelle les chefs successifs Alcibiade Diamandis (en) et Nikolaos Matoussis ne purent à aucun moment exercer leur pouvoir et qui préféra soutenir la résistance communiste qui prit le contrôle de ce territoire en novembre 1943, malgré les assauts de la Wehrmacht contre ce réduit montagneux.
De son côté, la Bulgarie s'appuie sur la minorité slavophone (en) de Thrace occidentale et de Macédoine pour légitimer sa présence dans la région. Sofia y soutient par ailleurs l'Ohrana (en), une milice pro-bulgare qui n'hésite pas à commettre des exactions contre les populations grecques, en particulier les Saracatsanes.

### La Shoah en Grèce

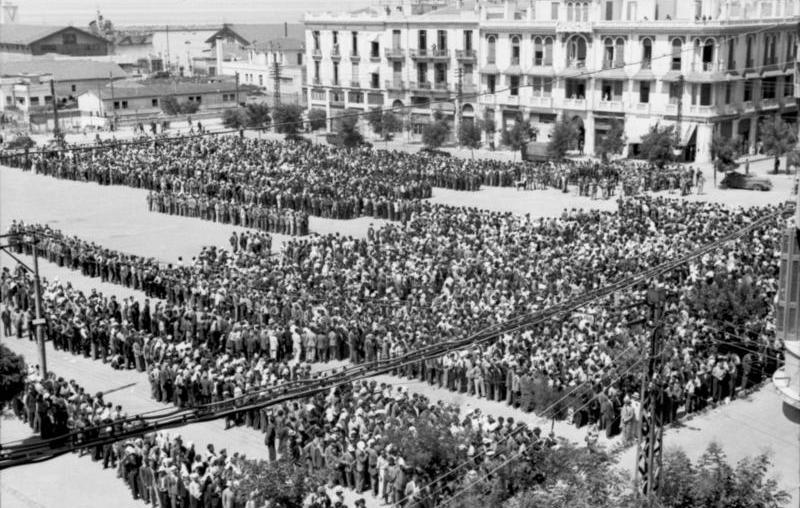
La rafle des juifs de Thessalonique (juillet 1942).

Dans les régions occupées par l'Allemagne nazie et la Bulgarie, 86 % des Juifs grecs sont massacrés, en dépit des efforts de l'Église grecque et de certains Grecs pour les protéger. Certains juifs grecs reçoivent ainsi le soutien de leurs voisins qui parviennent à les cacher et à empêcher leur déportation.
Le 11 juillet 1942, la communauté juive de Thessalonique est rassemblée en vue de sa déportation dans des camps nazis. Les juifs acceptent alors de payer 2,5 milliards de drachmes pour racheter leur liberté mais ils ne parviennent en fait qu'à retarder l'événement, qui se produit finalement en mars suivant. 46 091 personnes sont alors déportées vers Auschwitz. Parmi celles-ci, seules 1 950 survivent et rentrent en Grèce, où elles trouvent leurs soixante synagogues et écoles détruites.
Dans les régions occupées par l'Italie, les juifs sont relativement épargnés jusqu'à la chute du régime fasciste, en 1943. À cette date, les nazis remplacent les Italiens comme occupants et les déportations commencent.
Au début du mois de juin 1944, les Alliés bombardent Corfou pour faire diversion au débarquement en Normandie qui se prépare. La Gestapo rassemble alors les juifs de Corfou ville et les enferme temporairement dans le « vieux fort », le Palaio Frourio. Le 10 juin, les juifs corfiotes sont finalement déportés par bateaux vers Trieste et de là vers Auschwitz, où la majorité trouve la mort,. Malgré tout, environ 200 des 1 900 juifs insulaires parviennent à échapper à la déportation. Nombreux sont en effet les Grecs chrétiens qui les cachent et leur offrent leur soutien.
Dans le Dodécanèse également, la chute de Mussolini a des conséquences néfastes sur la population juive locale. En effet, les Allemands remplacent aussitôt les Italiens et repoussent les Britanniques (que les Américains refusent d'aider), et, en juillet 1944, environ 1 750 juifs de Rhodes et de Cos sont ainsi déportés à Auschwitz et exterminés.

### La résistance

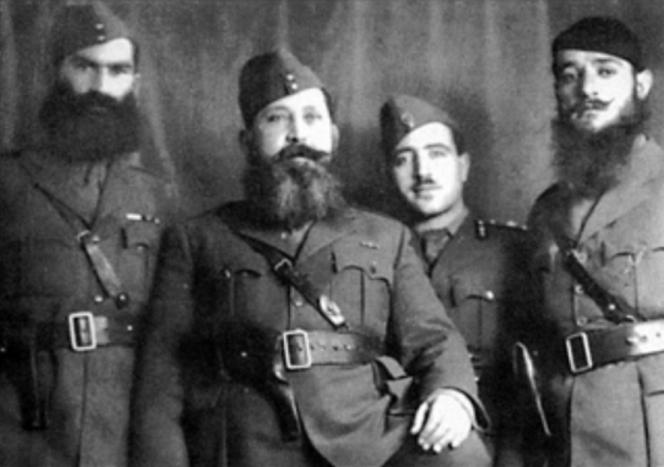
Napoleon Zervas (deuxième en partant de la gauche), chef militaire de l'EDES.

Le gouvernement collaborateur ne disposant d'aucune légitimité et la classe dirigeante étant soit réduite au silence soit exilée, la Grèce se retrouve dans une situation de vide politique. Plusieurs mouvements, de tendances opposées, voient donc le jour afin de poursuivre la résistance intérieure contre les occupants. La première organisation à apparaître est l’EDES (Ligue nationale démocratique grecque), de tendance vénizéliste, dirigée sur le plan militaire par le colonel Napoleon Zervas (en), et ayant pour chef officiel le général républicain Nikolaos Plastiras, alors exilé à Nice. Le mouvement Libération nationale et sociale (Εθνική και Κοινωνική Απελευθέρωσις, Ethniki Kai Koinoniki Apeleftherosis, en abrégé EKKA) est quant à lui fondé dans le centre du pays par le colonel Dimítrios Psarrós.
Le Parti communiste de Grèce (KKE) entre également en résistance en formant une organisation paramilitaire, l'OPLA (Groupe de Protection du Combat Populaire). Le 27 septembre 1941, le KKE fonde le Front de libération nationale (grec : Εθνικό Απελευθερωτικό Μέτωπο, Ethniko Apeleftherotiko Metopo, ou EAM), qui étend ses actions durant l'automne à travers la partie continentale du pays, en formant des « comités populaires ».  L’EAM-ELAS représente de loin la principale organisation de résistance. Le Front Macédonien de Libération Nationale, également à majorité communiste, mais slavophone et romanophone, est actif en Macédoine-Occidentale.
Les maquis grecs se développent progressivement dans les régions montagneuses, plus faciles à défendre et où le pastoralisme permet l'autosuffisance alimentaire. Dans le courant de l'année 1942, les différents mouvements de résistance ont ainsi établi leur mainmise sur la plupart des reliefs grecs.

## Le gouvernement et les forces grecs en exil

### Le gouvernement grec en exil
Après la conquête de la Grèce par les forces de l'Axe, le roi Georges II, son gouvernement et une partie des forces armées sont parvenus à quitter leur pays et à gagner le Moyen-Orient avec l'aide des Britanniques. Un gouvernement grec en exil est alors mis en place afin de poursuivre la lutte contre l'occupant aux côtés des Alliés et de libérer le pays. Il reste cependant essentiellement composé de personnalités issues de la dictature de Metaxás. 

### L'armée de terre

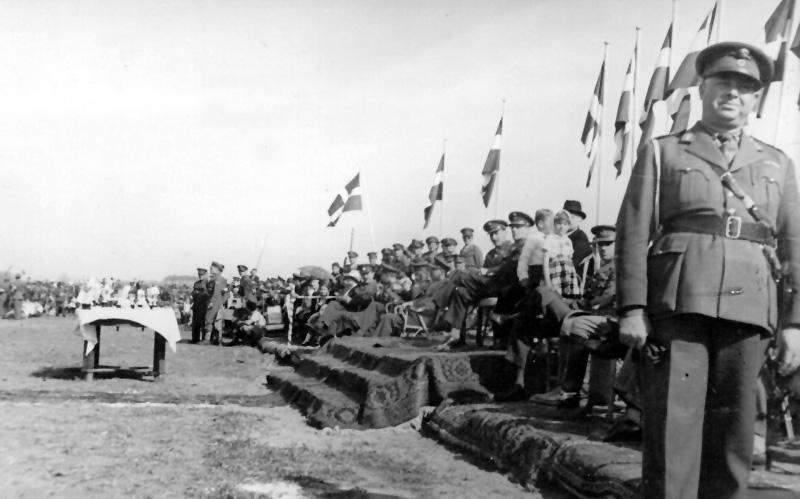
Le roi Georges II de Grèce rendant visite à des soldats hellènes à Netanya, en Palestine, en 1944.

Les forces grecques ayant quitté le pays au moment de l'invasion allemande en avril-mai 1941 établissent leur quartier-général dans les colonies anglaises du Moyen-Orient. Elles sont alors placées sous commandement britannique et rééquipées par l'armée anglaise. Ces forces, bientôt rejointes par des volontaires issus de la diaspora hellène et par des Grecs parvenus à fuir leur pays en passant par la Turquie neutre, forment rapidement ce que l'on va appeler l'« Armée royale hellénique du Moyen-Orient » (Βασιλικός Ελληνικός Στρατός Μέσης Ανατολής, ou ΒΕΣΜΑ).
Les forces armées grecques restent étroitement surveillées par les Britanniques : les soldats contestent en effet le maintien à leur tête d’une majorité d’officiers royalistes.
La Ire Brigade grecque est formée en Palestine dès le 23 juin 1941 sous le commandement du colonel Ev. Antoniou. Elle est composée d'environ 5 000 hommes répartis en trois bataillons d'infanterie, un régiment d’artillerie (de la taille d'un bataillon) et d'unités de renforts. Un régiment indépendant de chars d'assaut est également formé mais il est ensuite incorporé dans le régiment d'artillerie de la brigade. La Ire Brigade reste dans des camps d'entraînement de Palestine jusqu'en mai 1942, sous le commandement du colonel Pafsanias Katsotas. Elle est ensuite transférée en Syrie, avant d'être déployée en Égypte en août. À ce moment, elle est placée sous la direction de la 50e division d'infanterie britannique, dans le delta du Nil, et participe à la Seconde bataille d'El Alamein, lors de laquelle elle compte 89 morts et 228 blessés. Une IIe Brigade grecque est également formée en Égypte à partir du 27 juillet 1942 mais elle n'entre jamais en action au cours de la guerre.
Les deux brigades servent en Égypte et en Libye, où elles participent à la mutinerie organisée par les forces de l'EAM, en avril 1944. À la suite de cet événement, les deux unités sont démantelées par les Britanniques, et leur personnel interné dans des camps ou employé dans des fonctions non militaires. 3 500 officiers et soldats politiquement fiables sont cependant conservés dans l'armée pour former une IIIe Brigade de montagne grecque sous la direction du colonel Thrasyvoulos Tsakalotos, le 4 juin 1944. Cette dernière est envoyée en Italie en août suivant pour y combattre les Allemands. Elle s'y illustre par sa vaillance, notamment lors de la Bataille de Rimini, où elle est honorée du nom de Brigade Rimini. Plus tard, cette unité joue un rôle capital dans les combats qui opposent le gouvernement grec aux forces communistes lors des prémices de la guerre civile grecque.
En septembre 1942, une unité d'élite, nommée Bataillon sacré (Seconde Guerre mondiale) (Ιερός Λόχος) en référence aux unités antiques, est formée uniquement d'officiers volontaires. Placé sous le commandement du charismatique colonel Christodoulos Tsigantes, le Bataillon sacré est attaché au Ier Régiment du Special Air Service et participe à des raids en Libye. En février 1943, l'unité est placée sous les ordres du général Philippe Leclerc, et participe à la Campagne de Tunisie. De mai à octobre 1943, le Bataillon sacré est employé dans des opérations aériennes et amphibies. Pendant le reste du conflit, il est employé dans des opérations contre les garnisons allemandes présentes dans les îles de l'Égée. Finalement, le Bataillon sacré est démantelé à Athènes le 7 août 1945.

### La marine

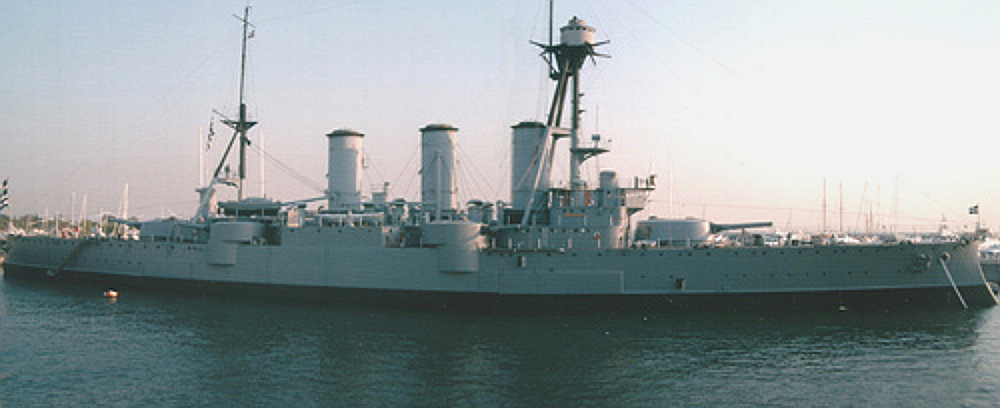
Le croiseur Averoff.

La marine royale grecque subit des pertes importantes durant l'invasion allemande, avec la destruction de 20 navires lors d'attaques aériennes en avril 1941. Malgré tout, le commandant en chef de la marine, le vice-amiral Aléxandros Sakellaríou, parvient à sauver plusieurs vaisseaux, dont les croiseurs Averoff, six destroyers, cinq sous-marins et plusieurs navires de renforts, en les évacuant à Alexandrie. La flotte grecque s'agrandit ensuite de plusieurs destroyers, sous-marins, dragueurs de mines et autres vaisseaux cédés par la Royal Navy. Elle est par ailleurs secondée par la marine marchande, dont on estime qu'elle perd 2 500 hommes et 60 % de ses navires durant le conflit. Avec 44 vaisseaux et plus de 8 500 hommes, la marine grecque devient ainsi la deuxième flotte alliée dans la mer Méditerranée et représente 80 % des effectifs non britanniques.
Les navires grecs escortent différents convois dans l'océan Indien, la Méditerranée, l'Atlantique et l'Arctique. Ils participent par ailleurs au débarquement allié en Sicile, à Anzio et en Normandie ainsi qu'à la malheureuse campagne du Dodécanèse. L'un des moments les plus glorieux de l'histoire de la marine hellénique correspond par ailleurs à la reddition de la flotte italienne devant les forces anglaise et grecque réunies, en septembre 1943.
Lors de la mutinerie d'avril 1944, une grande partie de la flotte grecque rejoint les insurgés de l'EAM. Les navires rebelles sont alors pris d'assaut par des officiers restés fidèles au gouvernement en exil et capturés. Onze marins sont tués dans ces opérations et plusieurs autres blessés puis emprisonnés. C'est la raison pour laquelle la marine grecque se tient fermement aux côtés du gouvernement de Georges Papandréou lorsqu'elle revient dans la Grèce libérée en octobre 1944.

### Les Forces aériennes

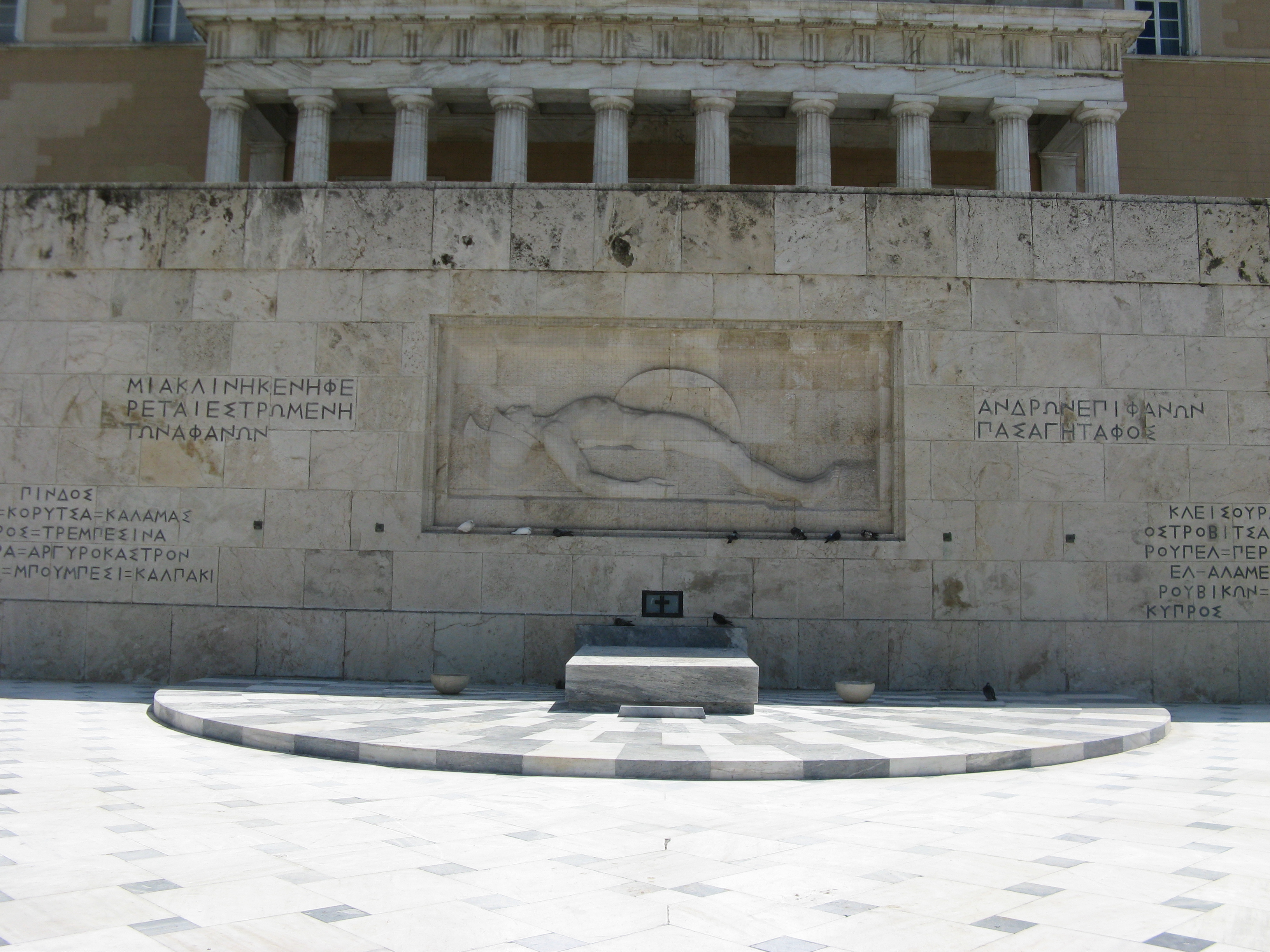
Tombe du Soldat inconnu, sur la place Syntagma, à Athènes. De chaque côté du monument, sont inscrits les noms des champs de bataille sur lesquels des Grecs ont combattu.

Les quelques membres de l'Armée de l'Air grecque ayant réussi à quitter la Grèce au moment de l'invasion constituent en exil le 13e escadron de bombardiers (en), le 335e escadron de la RAF (en) et le 336e escadron de la RAF (en). Ces escadrons combattent en Afrique du Nord et en Italie, sous le commandement de la Desert Air Force, avant d'être rapatriés en Grèce à la fin de l'année 1944.
Le 13e escadron est formé en Égypte en juin 1941. Il s'agit alors d'une unité de coopération navale, utilisant les 5 Avro Ansons survivants de l'ancien 13e escadron de coopération navale de l'Armée de l'Air grecque. L'escadron est ensuite rééquipé avec des Bristol Blenheims et, plus tard, de Martin Baltimores.
Le 335e escadron est, quant à lui, formé le 10 octobre 1941 et le 336e le 25 février 1943. Ces deux unités sont d'abord équipées d'Hurricanes, principalement du type Mk. IIc, avant d'être rééquipés avec des Supermarine Spitfires Mk Vb et Vc en janvier 1944.

## De la libération à la guerre civile

### La progressive mise à l'écart de Georges II

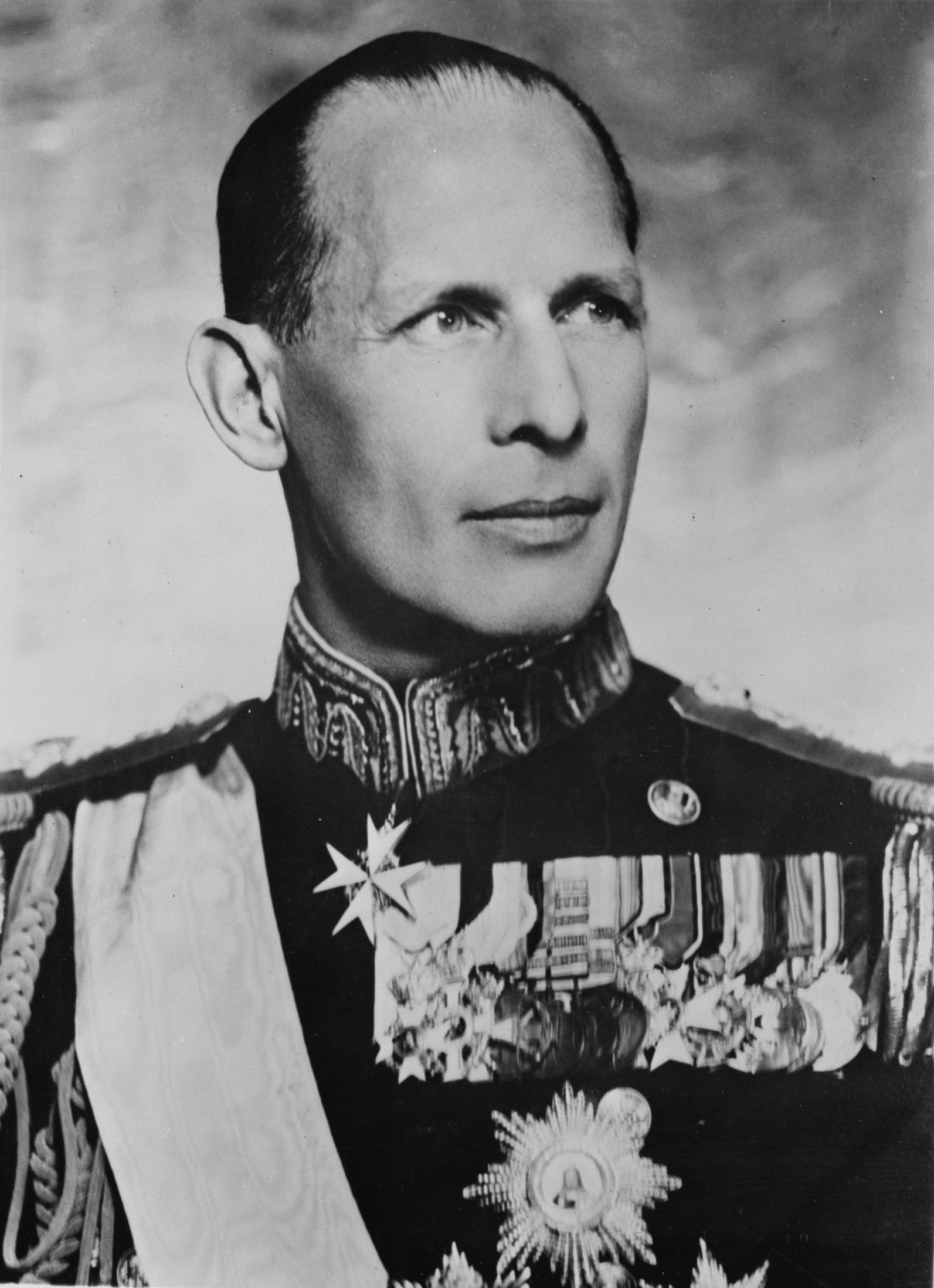
Le roi Georges II de Grèce (1890-1947).

L’EAM-ELAS parvient à libérer une grande partie du pays et met en place ses propres institutions, formant ainsi un contre-État. Un « gouvernement des montagnes » est créé en mars 1944, lequel organise des élections. 
Entre-temps, depuis la conférence de Québec (août 1943) avec Franklin Roosevelt, Churchill sait qu'il ne pourra convaincre son allié d'organiser un débarquement en Grèce et craint de voir ce pays, traditionnellement sous influence britannique, passer sous le pouvoir de la résistance communiste. Il décide d'affaiblir l'influence de l’EAM hors des frontières grecques en renvoyant ses représentants auprès du gouvernement en exil, tout en traçant l’esquisse de ce qui sera le plan Manna : l’envoi d’un corps expéditionnaire en Grèce lors du retrait des troupes allemandes. Les agents britanniques déployés en Grèce reçoivent pour mission de nuire à l’ELAS. Ils tentent de recruter ses partisans en leur proposant de l'argent, financent les petites organisations concurrentes, y compris certaines « nationalistes » versant parfois dans la collaboration avec l'occupant nazi. Ils placent des hommes au sein du gouvernement collaborationniste ainsi que dans les bataillons de sécurité créés par le régime. Ce double jeu sème dès l’hiver 1943-1944 les germes de la guerre civile.
Les forces armées grecques d’Égypte se mutinent en avril 1944 contre la monarchie et réclament l’intégration de la Résistance dans le gouvernement en exil. Georges II n'a d'autre choix que d'accepter la démission du Premier ministre Tsouderos, le 8 avril 1944, et de le remplacer par le libéral Sophoklis Venizélos. Une fois la mutinerie réprimée (les éléments « rebelles » sont déportés dans des camps en Afrique), le nouveau Premier ministre est cependant remplacé par un autre libéral, Georges Papandréou, qui nomme à ses côtés plusieurs ministres républicains. Quelques semaines plus tard, en mai 1944, une conférence de trois jours est organisée au Liban afin d'y discuter du sort de la Grèce une fois les forces de l'Axe chassées. À la suite de cette conférence, Papandréou demande à Georges II d'attendre la tenue d'un référendum pour rentrer à Athènes. N'ayant pas d'autre solution, le souverain accepte. Des soldats soigneusement sélectionnés viennent former une brigade destinée à accompagner les troupes britanniques à la Libération. Les communistes, bien que craignant de se faire piéger, acceptent en août 1944 une participation très minoritaire à un gouvernement d’union nationale (accord de Caserte). 
Les mois passant et la Libération approchant, de plus en plus de voix demandent à Georges II de conditionner son retour à la tenue d'un référendum et de nommer un régent pour assurer la transition, une fois le pays libéré. Bientôt, le nom de l'archevêque-primat de l'Église grecque s'impose, tant du côté des Alliés que de la résistance nationale. Or, monseigneur Damaskinos est bien connu pour ses opinions républicaines et Georges II s'oppose avec force à sa nomination à la tête de l'État.
La percée soviétique en Bulgarie, en septembre 1944, oblige l'armée allemande à évacuer Grèce, sous les attaques des partisans de l’ELAS. C’est après ce retrait qu’arrive le corps expéditionnaire britannique, comme le prévoyait le plan Manna, conçu un an auparavant. Quelque mille sept cent soixante-dix villages ont été brûlés pendant l'occupation, plus d’un million de personnes sont sans abri, et la production céréalière a baissé de 40 %.
En novembre 1944, le territoire national est totalement libéré par la résistance et par les forces alliées, et les exilés grecs regagnent leur foyer, sans que ni Georges II ni la famille royale ne puissent faire de même. Le monarque doit par ailleurs accepter, sous la pression de Churchill et d'Eden, de nommer régent monseigneur Damaskinos le 29 janvier 1944. Or, l'archevêque-primat forme immédiatement un gouvernement à majorité républicaine et place le général Nikolaos Plastiras à la tête du cabinet. Humilié, malade et sans plus aucun pouvoir, Georges II envisage d'abdiquer en faveur de son frère mais décide finalement de ne rien faire. Persuadé que les portes de la Grèce lui sont à jamais fermées, il achète une maison à Chester Square (Londres) afin de s'y retirer définitivement avec sa maîtresse.

### Le premier acte de la guerre civile
Une fois Athènes et le pays libérés, la situation politique reste très tendue. Installées le 18 octobre dans la capitale, les autorités britanniques exigent le désarmement de l’ELAS, alors même que des miliciens armés en partie issus des bataillons de sécurité circulent dans la capitale, persécutant les résistants. Après avoir tenté d’obtenir des garanties tout au long du mois de novembre, les ministres de l’EAM démissionnent. Le 3 décembre, les rues de la capitale accueillent une manifestation massive pour réclamer la démission du gouvernement installé par les Britanniques et la constitution d’un nouveau gouvernement. Le massacre qui s’ensuit — la police ouvre le feu sur les manifestants, faisant une vingtaine de morts et plus d’une centaine de blessés — déclenche l’insurrection.
Winston Churchill fait envoyer fait envoyer des renforts (jusqu’à soixante-quinze mille hommes) depuis le front italien. Les propositions de négociation de l’EAM sont refusées. Le Premier ministre britannique confiera dans ses mémoires que « l’objectif est net : battre l’EAM. La cessation des combats lui est subordonnée. (…) Ce qu’il faut en ce moment, c’est de la fermeté, de la pondération, et non pas des embrassades impatientes, alors que la véritable querelle n’a pas été vidée. » Vaincu à Athènes après un mois de combats, l’EAM est toujours présente sur le reste du territoire, ses dirigeants redoutent d’imposer de nouvelles épreuves à une population épuisée et affamée. Par l’accord de Varkiza, signé le 12 février 1945, l’ELAS accepte de rendre unilatéralement les armes. 
Le gouvernement britannique maintient des troupes sur place commandées par le général Ronald Scobie et laisse s'organiser des milices composées d'ex-collaborateurs. Les partisans de l’EAM sont arrêtés, condamnés et soumis à une terreur sans précédent dans les campagnes. Des élections finissent par être organisées, le 3 mars 1946, sous l'égide d'observateurs britanniques, français et américains. Le Parti communiste, estimant que des élections honnêtes sont impossibles dans ce contexte, décide de boycotter ces élections, de même que ses alliés issus de la résistance. Le Parti populaire royaliste obtient alors une nette majorité au parlement et un référendum sur la monarchie est programmé par le nouveau gouvernement de Konstantinos Tsaldaris. Entre-temps, les registres électoraux sont contrôlés sous la supervision des Alliés.
Finalement, lorsque le référendum est organisé, le 1er septembre suivant, les résultats officiels indiquent que 90 % des électeurs ont voté et que, parmi ceux-ci, 69 % ont exprimé leur désir de voir le roi revenir à la tête de l'État. L'interprétation la plus souvent proposée est que le retour du roi est, aux yeux de la population, la moins mauvaise des solutions, dans un contexte de découragement politique généralisé. Quatre jours plus tard, Tsaldaris se rend à Londres afin d'inviter Georges II à revenir en Grèce. Une fois ses affaires réglées, le souverain quitte le Royaume-Uni à bord d'un avion, le 27 septembre, et arrive le jour même près d'Éleusis, où il retrouve le diadoque Paul et son épouse Frederika. De là, le monarque et sa parentèle gagnent Phalère puis Athènes, où ils sont reçus par une foule en liesse et par un Te Deum célébré par monseigneur Damaskinos. Malgré tout, le retour des Oldenbourg dans leur patrie d'origine ne suffit pas à faire oublier les souffrances de la population grecque. Le pays est totalement dévasté, les résidences royales ont été pillées et saccagées et une violente guerre civile, opposant communistes et monarchistes, frappe le nord du pays depuis la proclamation de la restauration de la monarchie.
C’est dans ce contexte que le président américain Harry Truman demande au Congrès, le 12 mars 1947, les fonds nécessaires pour soutenir le gouvernement grec à l’avant-garde de l’« endiguement du communisme ».

## Dans la culture populaire
L'occupation de la Grèce et, en particulier de ses îles, a été une source d'inspiration pour plusieurs romans et films. Ceux-ci sont surtout d'origine britannique, en raison du rôle joué par le Royaume-Uni dans la libération de la Grèce. Parmi les œuvres les plus célèbres ayant pour cadre le royaume hellénique durant la guerre on peut citer : Intelligence Service, The Cretan Runner, Les Canons de Navarone, Bons baisers d'Athènes, Commando à Rhodes ou La Mandoline du capitaine Corelli.